# Roland Zellot
Roland Zellot (* 22. Februar 1955 in Villach) ist ein österreichischer Bundesbeamter, Landwirt und Politiker (FPK, früher FPÖ bzw. BZÖ). Zellot war Abgeordneter zum Nationalrat sowie Mitglied des Bundesrats und bis April 2018 Abgeordneter zum Kärntner Landtag.

## Ausbildung und Beruf
Zellot besuchte von 1962 bis 1970 die Volks- und Hauptschule in Villach und erlernte im Anschluss bis 1973 den Beruf des Gas-, Wasser- und Heizungsmonteurs, wobei er die Berufsschule II besuchte. 1974 leistete er den Präsenzdienst ab. 
Zellot arbeitete von 1970 bis 1974 als Gas-, Wasser- und Heizungsmonteur bei der Firma Hechenleiterner in Villach und ist seit 1978 Nebenerwerbslandwirt. Zellot absolvierte eine Ausbildung zum Unteroffizier und ist seit 1981 Beamter der Heeresverwaltung. 

## Politik
Zellot war von 1991 bis 1999 Gemeinderat in Villach und vertrat die FPÖ vom 29. Oktober 1999 bis zum 19. Dezember 2002 im Nationalrat. Als Schwerpunkte seiner Abgeordnetentätigkeit nannte Zellot 1999 die Bereiche Landwirtschaft, Umwelt, Landesverteidigung und Soziales. Zwischen dem 31. März 2004 und dem 28. Juni 2005 war er Mitglied des Bundesrates. Zellot ist seit 1994 Kammerrat der Kammer für Land- und Forstwirtschaft in Kärnten und war von 1999 und 2001 deren Vizepräsident. 
Zellot war von 29. Juni 2005 bis 28. März 2013 Abgeordneter zum Kärntner Landtag und wechselte von 2005 bis 2009 im Zuge der Spaltung der FPÖ zum BZÖ. Am 16. Dezember 2009 spaltete sich das Kärntner BZÖ vom Bundes-BZÖ ab und ging als FPK eine enge Kooperation mit der FPÖ ein, wobei auch Zellot zur FPK wechselte. Zellot ist Stadtparteiobmann der Freiheitlichen in Villach.
Ab dem 5. Februar 2015 war er erneut Abgeordneter zum Kärntner Landtag, als Nachfolger von Hannes Anton.

## Privates
Roland Zellot ist ledig und hat keine Kinder. Er lebt in Villach.